# Citroenborstvireo
De citroenborstvireo (Hylophilus thoracicus) is een zangvogel uit de familie Vireonidae (vireo's).

## Verspreiding en leefgebied
Deze soort komt voor in het Amazonegebied en in het zuidoosten van Brazilië. Er zijn drie ondersoorten:
- H. t. aemulus: van zuidoostelijk Colombia tot noordelijk Bolivia.
- H. t. griseiventris: oostelijk Venezuela, de Guyana's en noordelijk Brazilië.
- H. t. thoracicus: zuidoostelijk Brazilië.

## Status
Op de lijst van het IUCN heeft de citroenborstvireo alleen betrekking op de ondersoort thoracicus. De andere twee ondersoorten worden als een aparte soort beschouwd (H. griseiventris). Beide soorten worden omschreven als schaars en hebben de status niet bedreigd.

## Externe link

Verspreidingsgebied thoracicus